# Adlingfleet
Adlingfleet är en by i civil parish Twin Rivers, i distriktet East Riding of Yorkshire, i grevskapet East Riding of Yorkshire, i England. Byn är belägen 10 km från Goole. Adlingfleet var en civil parish fram till 1983 när blev den en del av Eastoft och Twin Rivers. Civil parish hade 137 invånare år 1961. Byn nämndes i Domedagsboken (Domesday Book) år 1086, och kallades då Adelingesfluet.